# August Doering
August Doering (Döring) (ur. 1834 w Elberfeld, zm. 1912 w Porto) – niemiecki filozof.
W latach 1870–83 dyrektor gimnazjum w Dortmundzie, od 1885 docent prywatny w Berlinie, dopatrywał się głównego zadania filozofii w "filozoficznej nauce o dobrach"; pracował w zakresie historii filozofii.

## Wybrane publikacje
- "Die Lehre des Sokrates als soziales Reformsystem" (1895)
- "Gesch. der griech. Philosophie" (1903, 2 t.)
- "Eine Frühlingsfahrt nach Griechenland" (1903).